# أريثوسا (أسطورة)

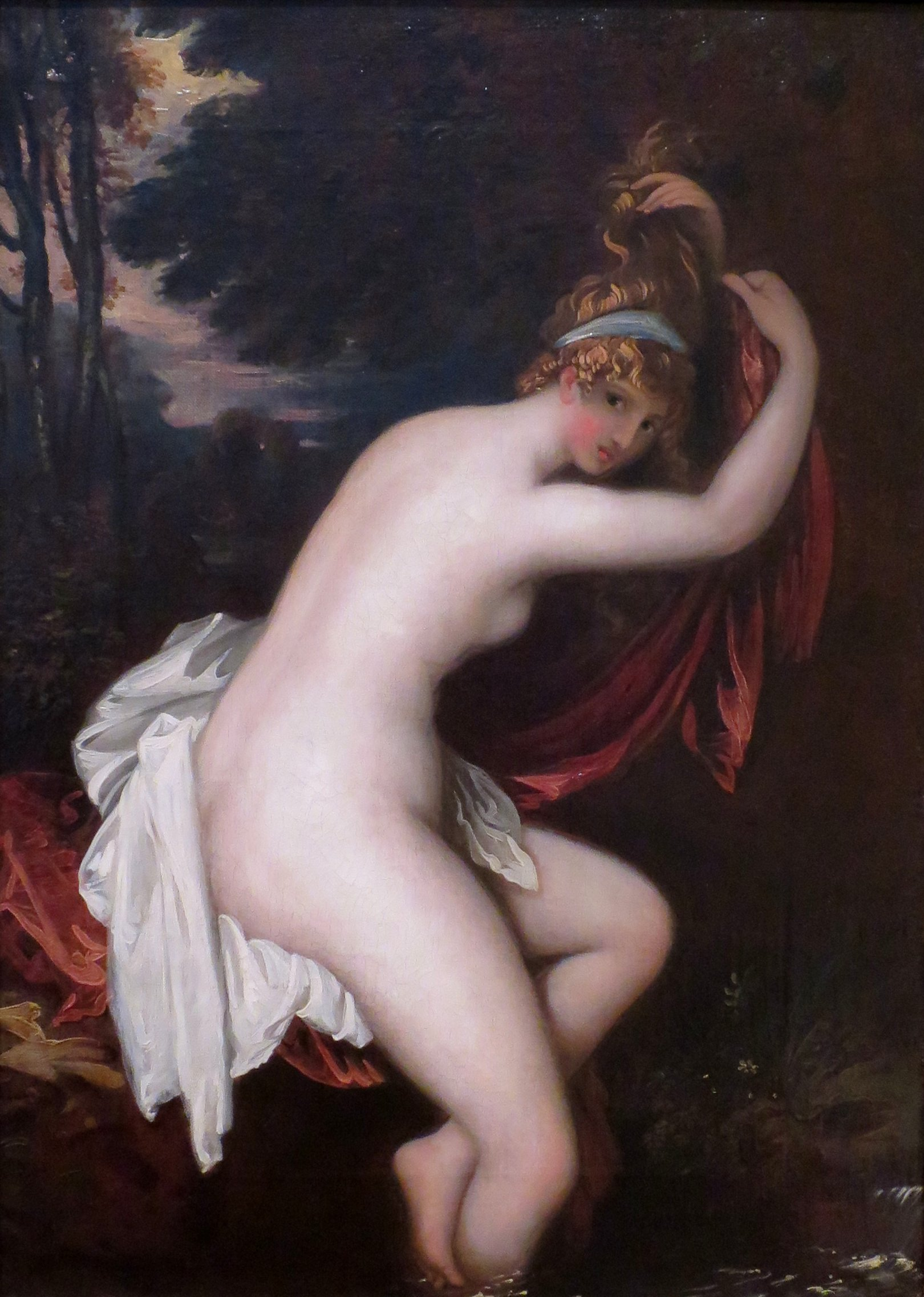
اريثوسابواسطة بنيامين ويست (1802)

أريثوسا (بالإنجليزية: Arethusa) كانت حورية وابنة نيريوس (جعلها نيريد)، التي فرت من منزلها في أركاديا تحت البحر وصعدت كنافورة مياه عذبة في جزيرة أورتيجيا في سيراكيوز، صقلية.

## الميثولوجيا
بدأت أسطورة تحولها في أركاديا عندما صادفت جدولًا واضحًا وبدأت تستحم، دون أن تدرك أن إله النهر ألفيوس هو الذي تدفّق من أركاديا عبر إليس إلى البحر. لقد وقع في الحب أثناء لقائهما، لكنها هربت بعد اكتشاف وجوده ونواياه، حيث كانت ترغب في أن تظل مساعدة عفيفة لأرتميس. بعد مطاردة طويلة، صلت لإلهة ها لطلب الحماية. أخفتها أرتميس في سحابة، لكن ألفيوس كان ثابتًا. بدأت تتعرق بغزارة من الخوف، وسرعان ما تحولت إلى تيار. ثم فتح أرتميس الأرضية وسمح لأريثوسا بمحاولة أخرى للفرار. سافر تيارها تحت سطح البحر إلى جزيرة Ortygia، لكن تدفق ألفيوس عبر البحر للوصول إليها واختلط بمياهها. يبشر فيرجيل لأريثوزا بممر خالٍ من الملح تحت البحر بشرط أن تمنحه قبل مغادرته أغانٍ عن الحب المضطرب، ليس أولئك في مستقبلها، بل أغاني صديق فيرجيل والمعاصر، الشاعر كورنيليوس جالوس، الذي فيرجيل. تخيل الموت من الحب بلا مقابل تحت جبال أركاديا الشهيرة ومينالوس وليكايوس. أثناء بحث ديميتر عن ابنتها بيرسيفوني، ناشدت أريثوزا ديميتر للتوقف عن عقابها على صقلية بسبب اختفاء ابنتها. أخبرت الإلهة أنها أثناء سفرها في جدولها تحت الأرض، رأت ابنتها ملكة الهاوية.
أطلق الكاتب الروماني أوفيد على أريثوزا اسم «ألفياس»، لأنه كان يُعتقد أن تيارها يحتوي على اتصال جوفي بنهر ألفيوس في بيلوبونيز. أسطورة هذه الفترة، التي لا تزال تُروى في صقلية حتى اليوم، هي أن كوبًا خشبيًا يُلقى في نهر ألفيوس سيعاود الظهور في نافورة أريثوزا في سيراكيوز.
بعيدا عن روايات المؤلفين الكلاسيكيين بما في ذلك أوفيد وفيرجيل، كتب بيرسي بيش شيلي قصيدة عن أريثوزا في عام 1820. فيلم "Evenlode" (1959) للمخرج آن ريدلر، والذي وصفته بأنه «حكاية الأنهار المصممة للبث مع الموسيقى»، كان ألفيوس وأريثوزا هما الشخصية الرئيسية فيهما.

## عملة أريثوزا

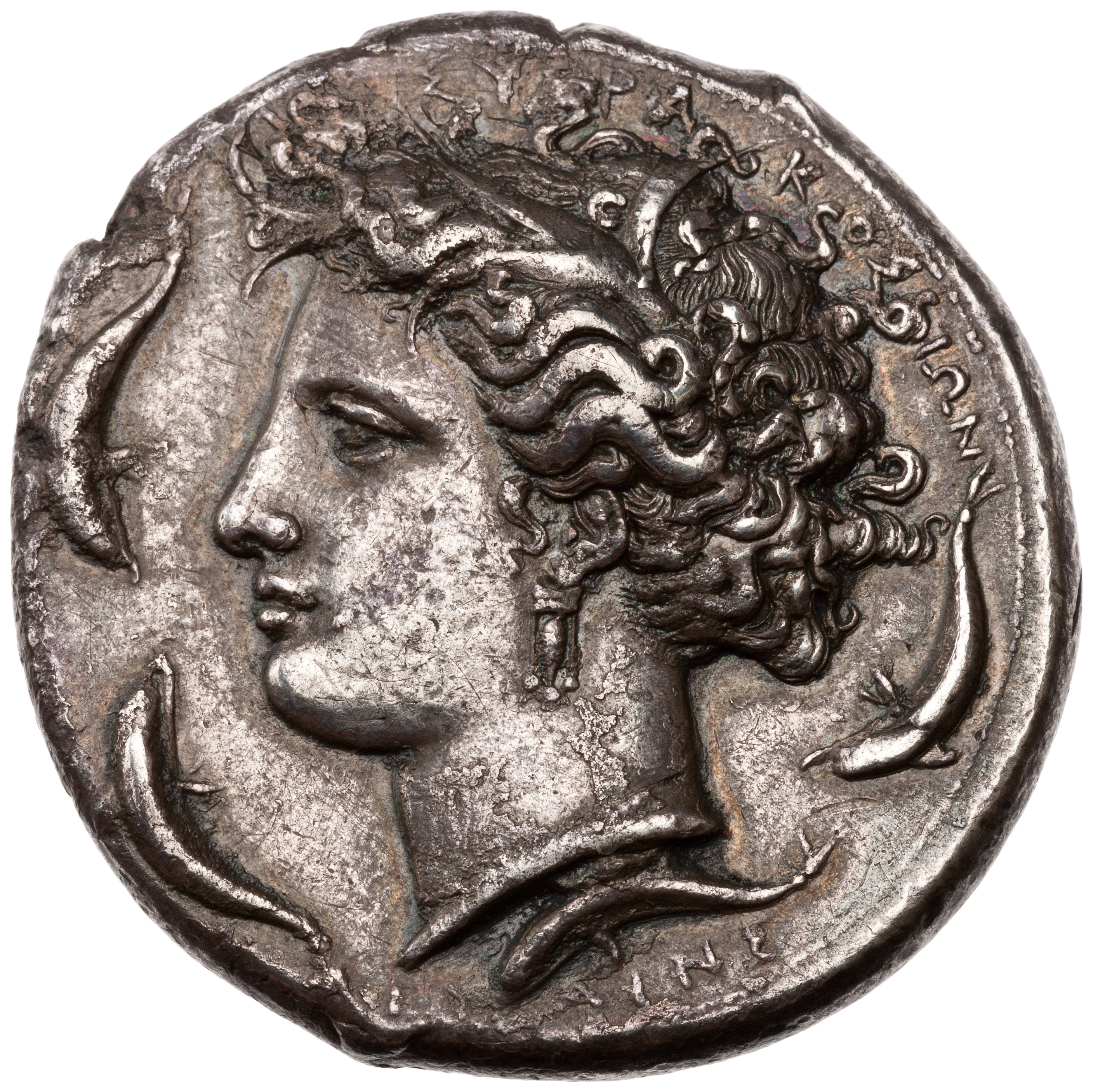
الدراخما الفضي لأريثوزا، ضُرب في سيراكيوز ، صقلية (405-400 قبل الميلاد)

كشخصية راعي سيراكيوز، حاصرت رئيس أريثوزا من الدلافين ونوع المعتاد على عملاتها المعدنية. تعتبر من أشهر وأجمل العملات اليونانية القديمة.

## في الموسيقى
أطلق كارول زيمانوفسكي، مؤلف الموسيقى الكلاسيكية البولندية، اسم «نافورة أريثوزا» على أول قصائده الثلاثة بعنوان «أساطير» للكمان والبيانو. كما قام رالف فوغان ويليامز، مؤلف الموسيقى الكلاسيكية الإنجليزية، بتأليف أغنية Sea Songs ، وهي مسيرة سريعة لكل من الفرقة النحاسية وفرقة الرياح التي كُتبت عام 1923، واستخدمت نغمة Morris Dance 'The Royal Princess' التي عُرفت أيضًا باسم 'The Arethusa ، جنبًا إلى جنب مع نغمتين أخريين من الصفيح هما "Admiral Benbow" و "Portsmouth".
تعتبر «الأمير الملكية» واحدة من أكثر مؤلفات Turlough O'Carolan شهرة، ويرجع ذلك إلى حد كبير إلى ارتباطها بكلمات أغنية "The Aretusa"، التي وضعها شيلد في نهاية القرن الثامن عشر. . ظهرت أغنية "The Aretusa" في الأصل في أوبرا صغيرة أو ترفيه موسيقي يسمى "The Lock and Key"، والذي تم تمثيله عام 1796. تم تأليف The Princess Royal من أجل الابنة الكبرى في زمن كارولان من The MacDermott Roe of Coolavin. ربما يكون من الجدير بالذكر أن هناك أغنية فولكلورية إنجليزية واسعة الانتشار في إنجلترا بعنوان «الأميرة الملكية» ولكن لا علاقة لها بلحن كارولان.

## معرض الصور

### أريثوزا وألفيوس

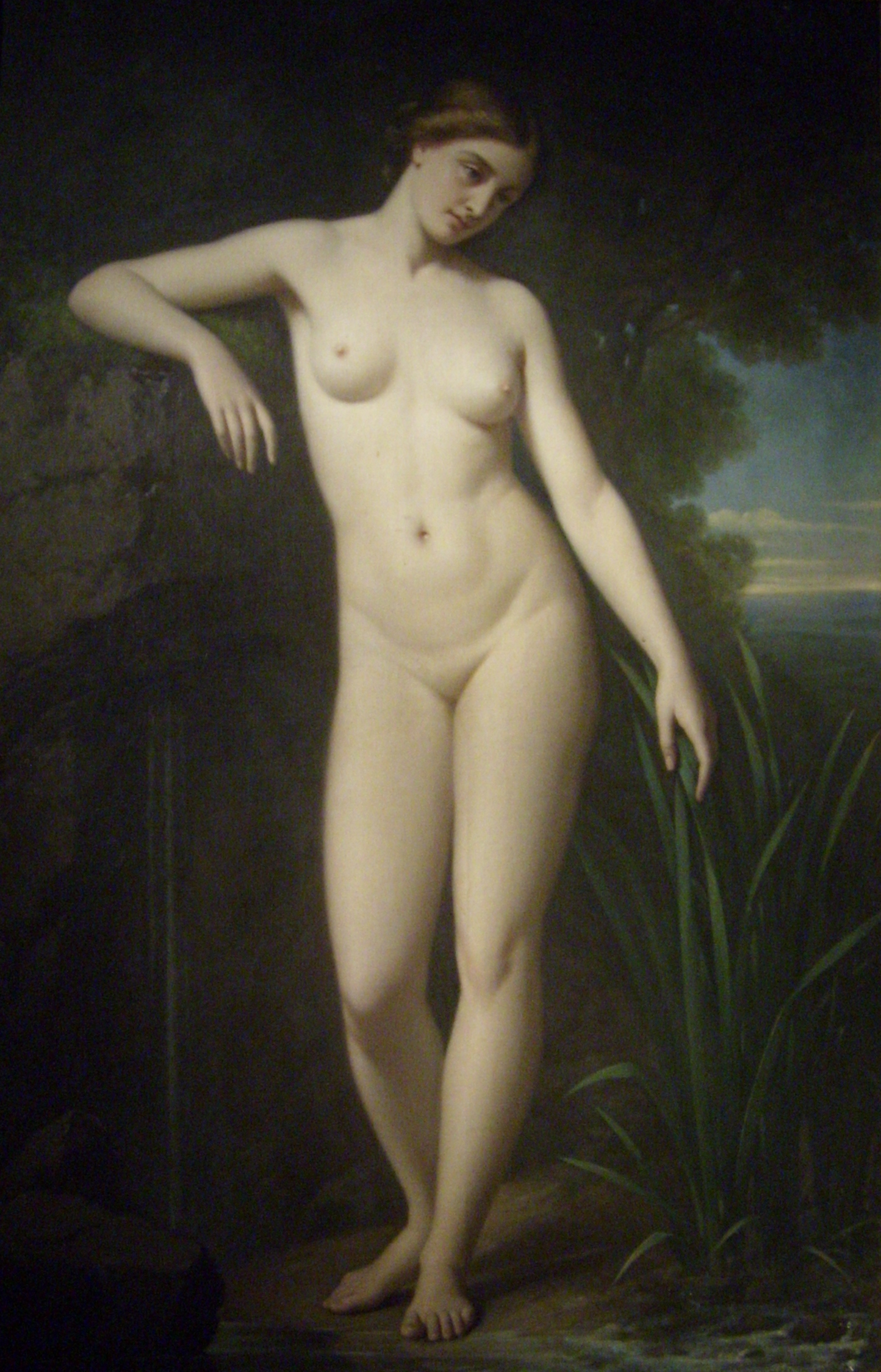
Aréthuse بواسطة Auguste François Jean Baptiste Legras (صالون 1874)
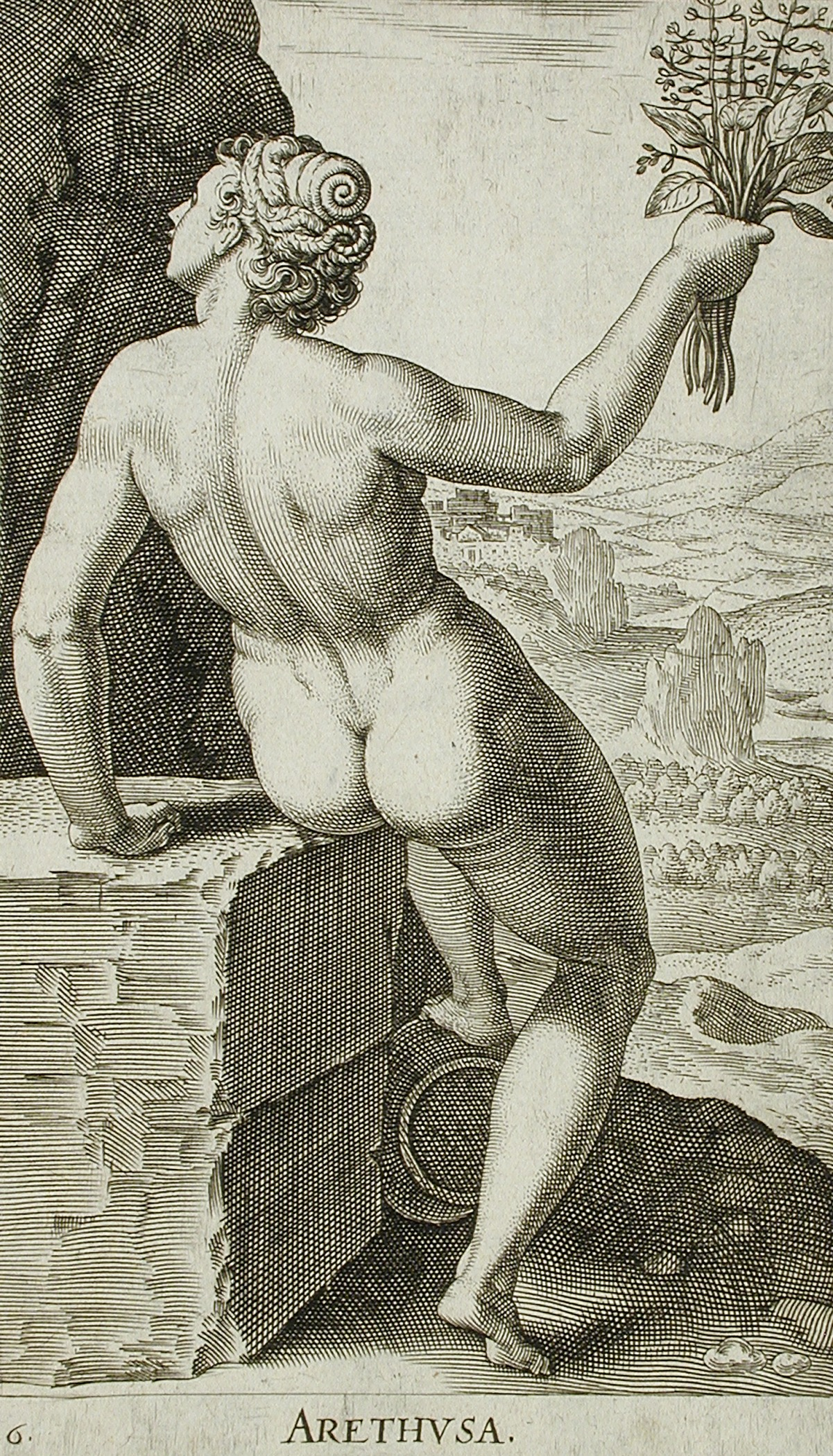
Arethusa بواسطة فيليب جالي (1587)
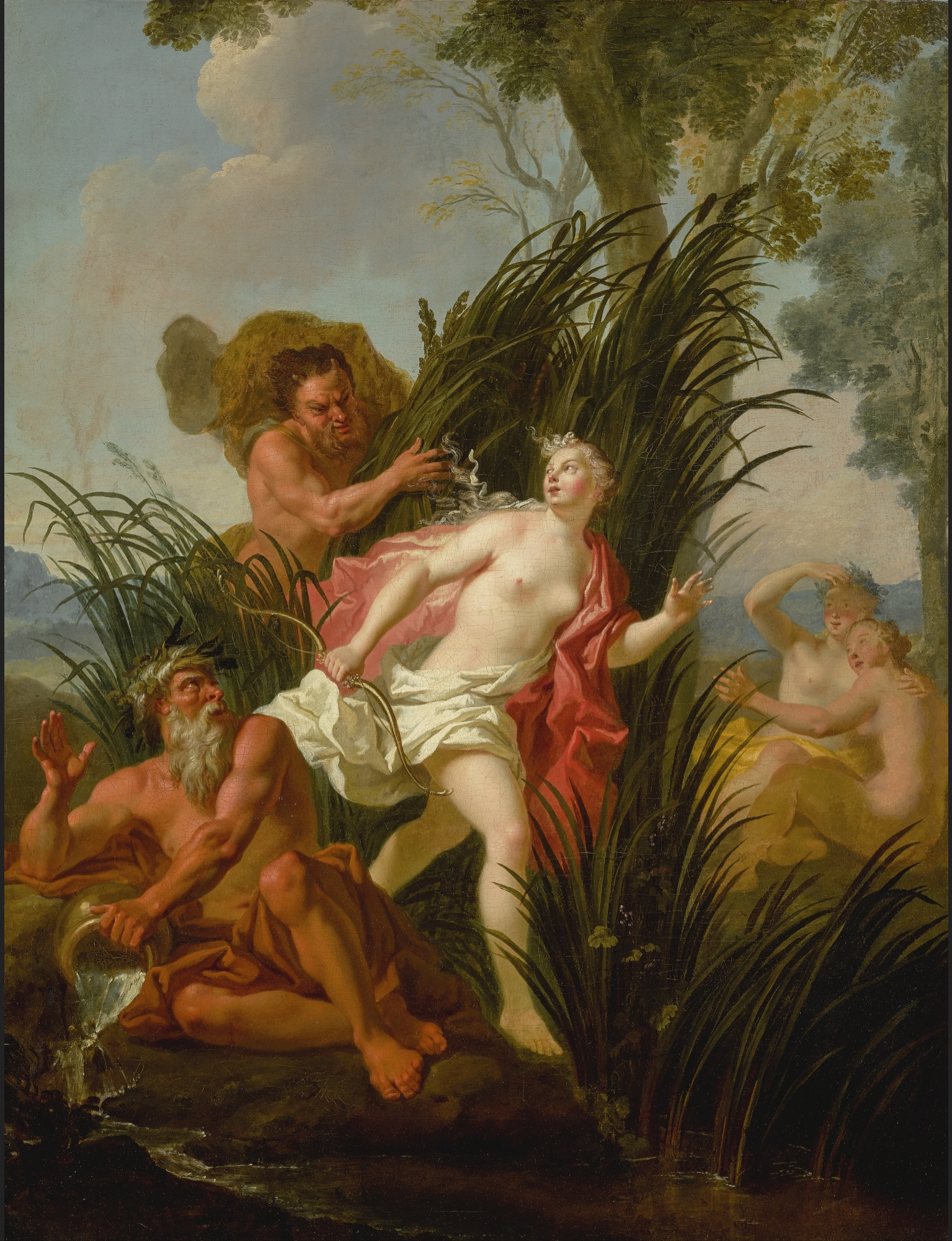
ألفيوس يطارد أريثوزا بواسطة أنطوان كويبل (القرن الثامن عشر)
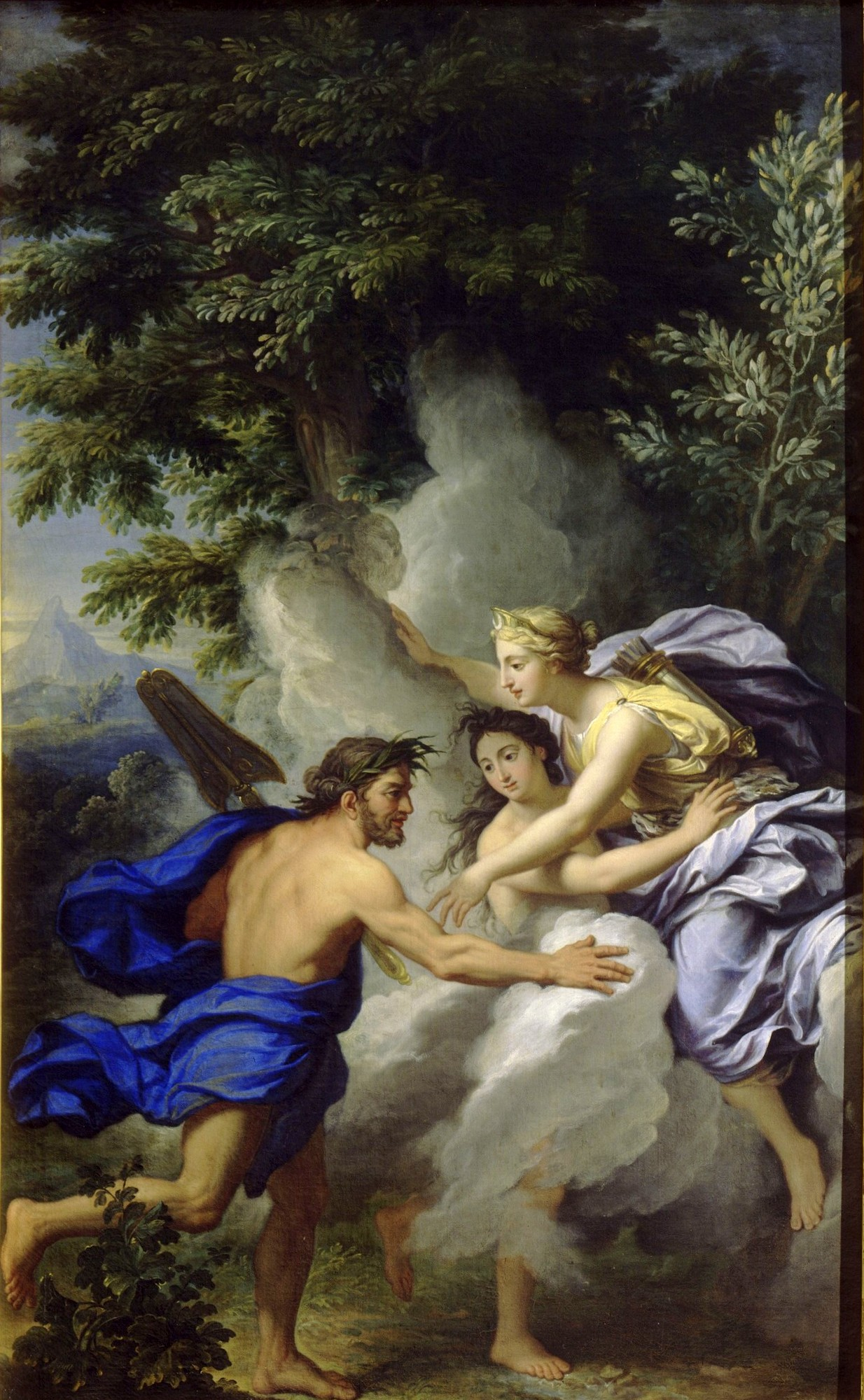
ألفيوس وأريثوزا بقلم رينيه أنطوان حواس
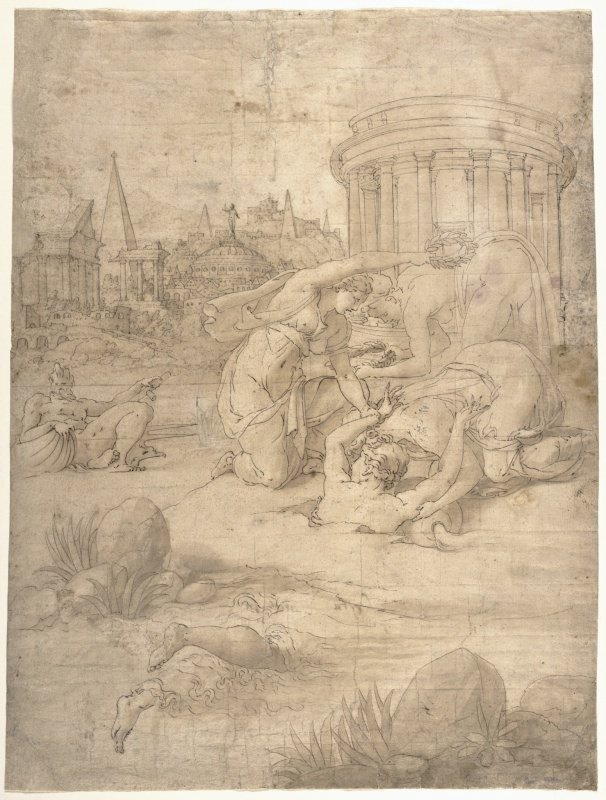
قصة أريثوزا بقلم فرانشيسكو بريماتيكيو
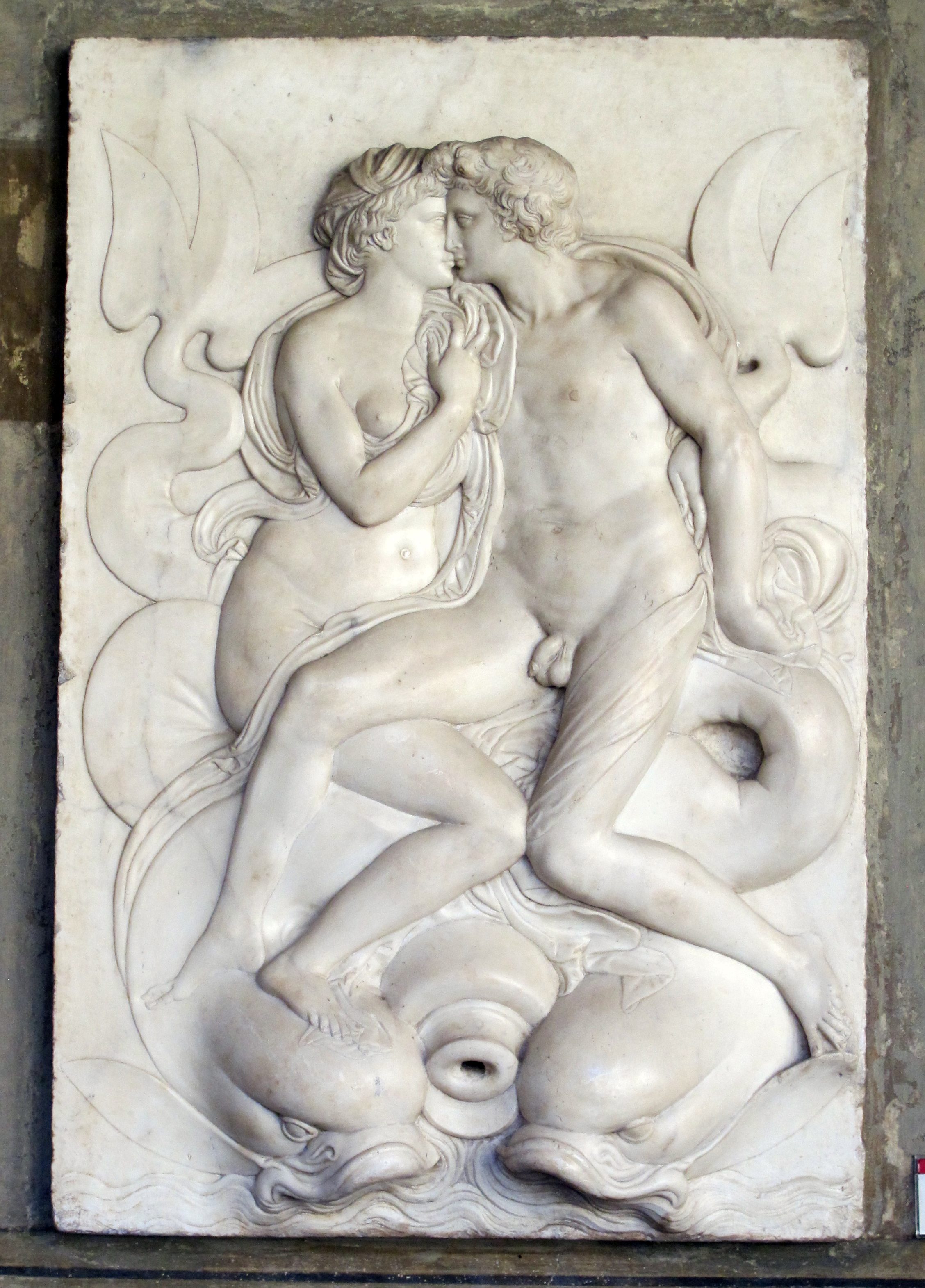
سكلتور فيورنتينو ، ألفيو أريتوزا ، 1561-1562
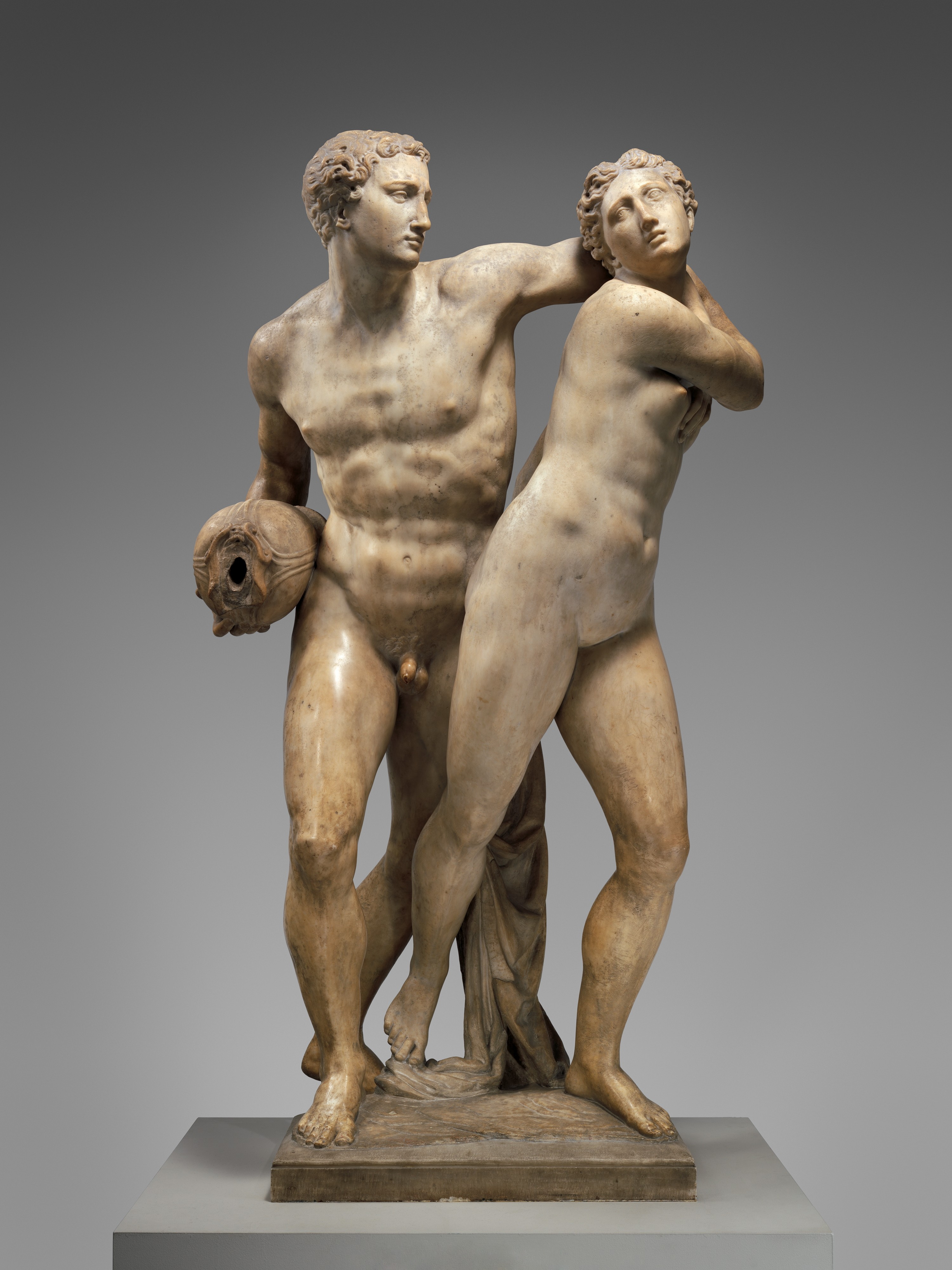
ألفيوس وأريثوزا بقلم باتيستا دي دومينيكو لورينزي (1568-70)
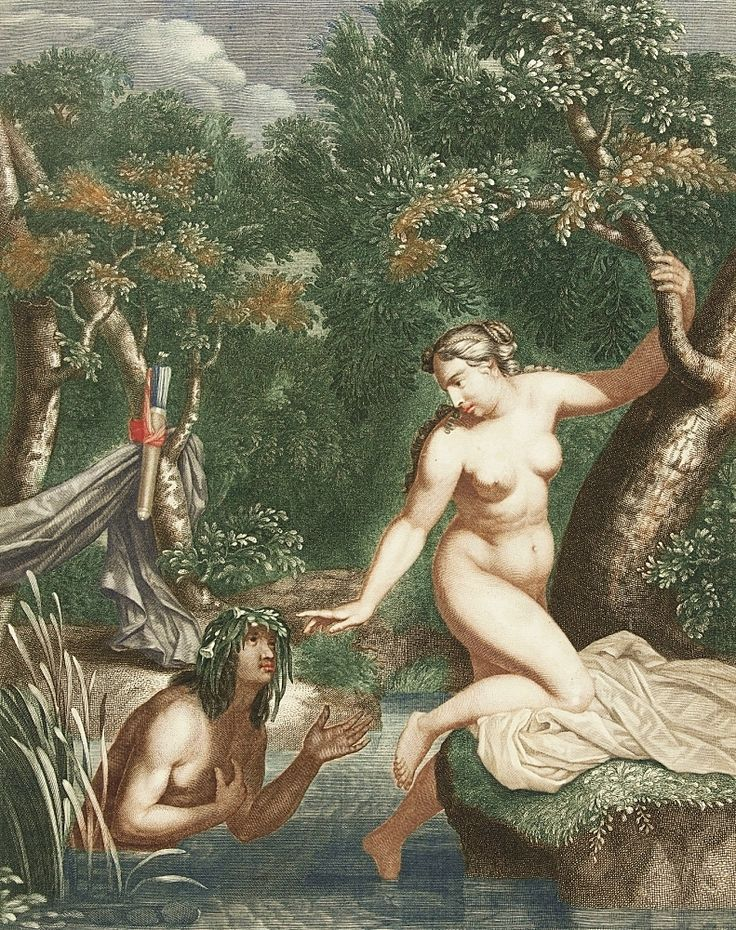
ألفيوس وأريثوزا بواسطة أبراهام بلوتلينج (بين 1655 و 1690)
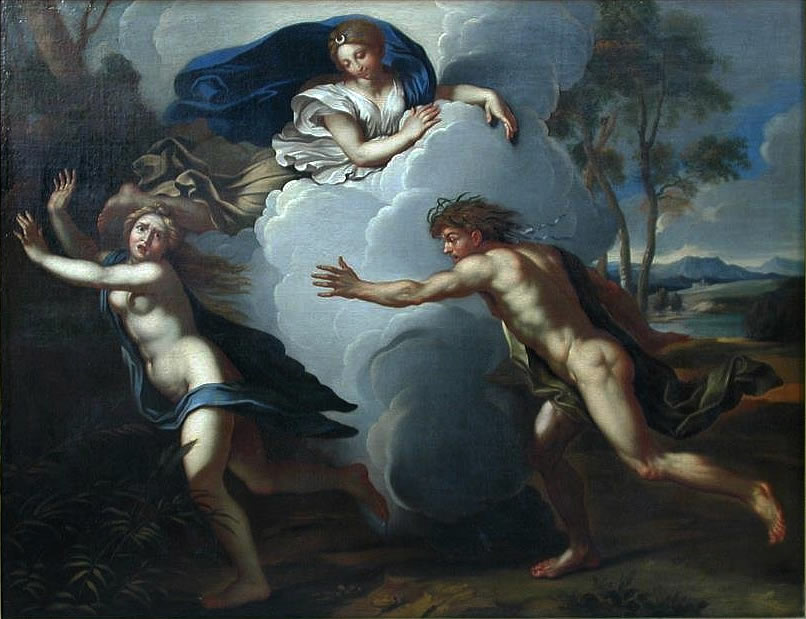
ألفيوس وأريثوزا (المدرسة الرومانية ، حوالي 1640)
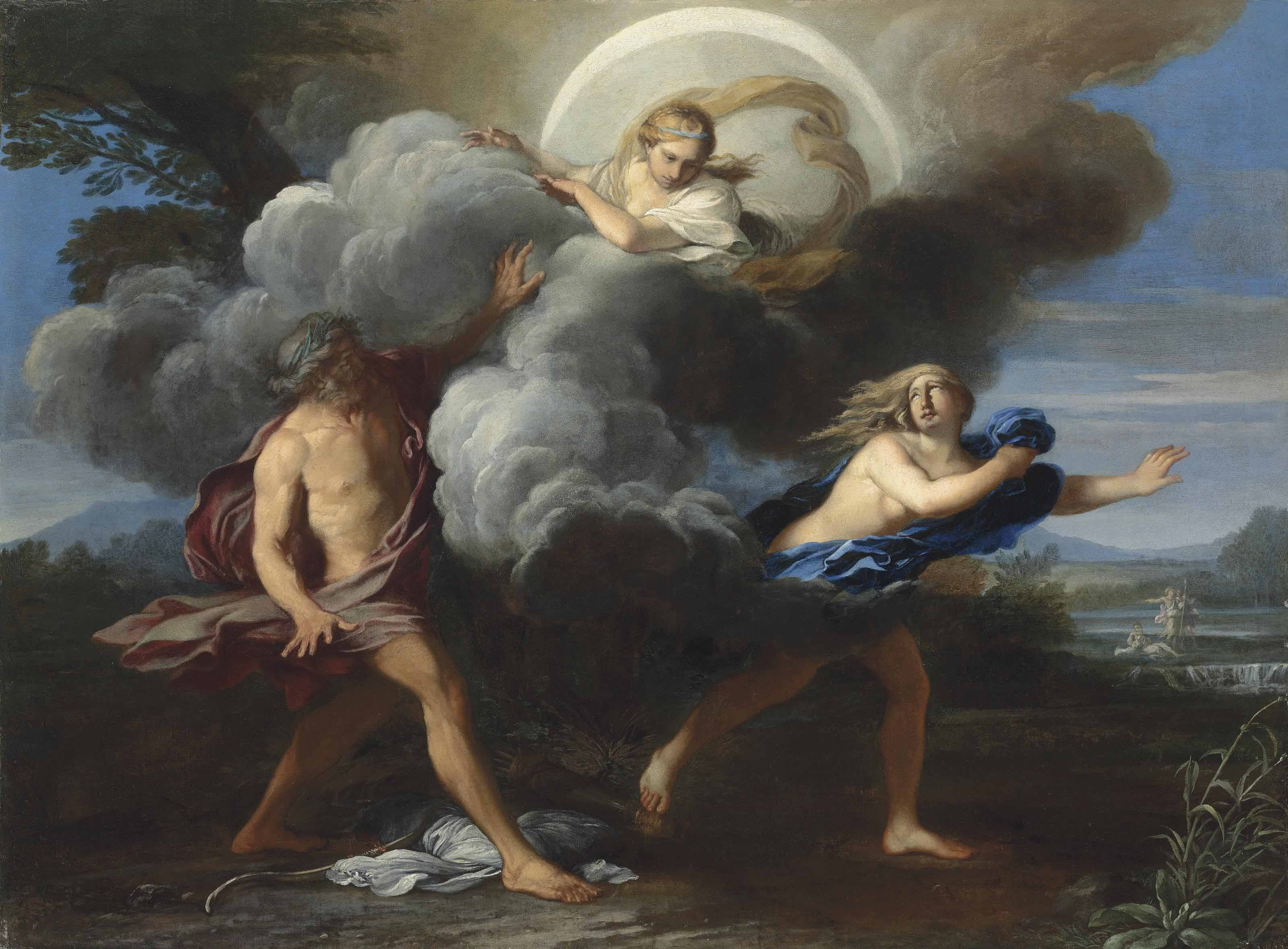
ألفيوس وأريثوزا لكارلو ماراتا (القرن السابع)
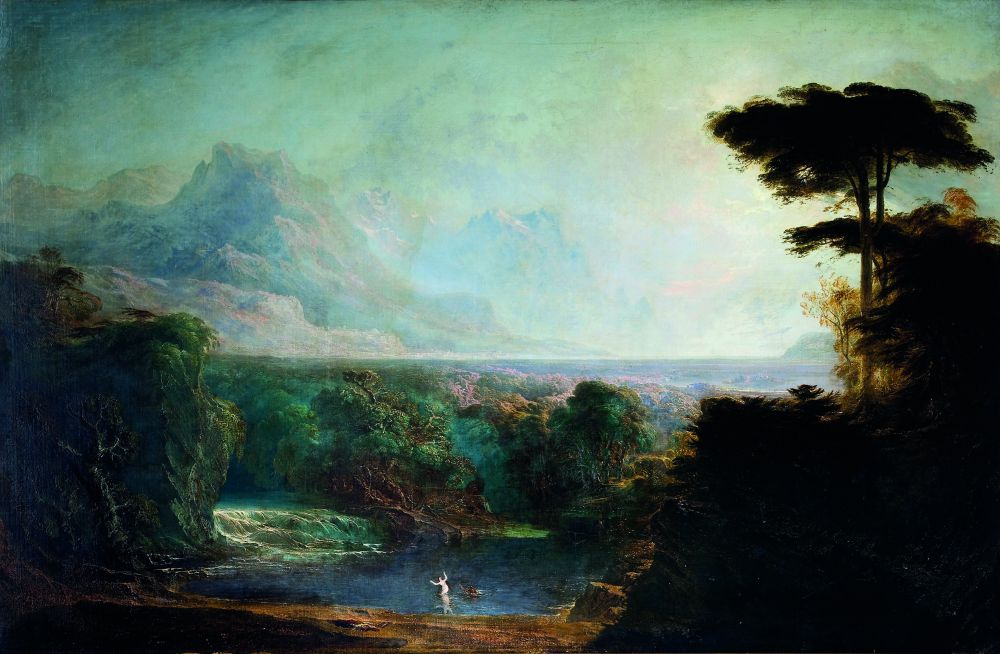
ألفيوس وأريثوزا بواسطة جون مارتن (1832)
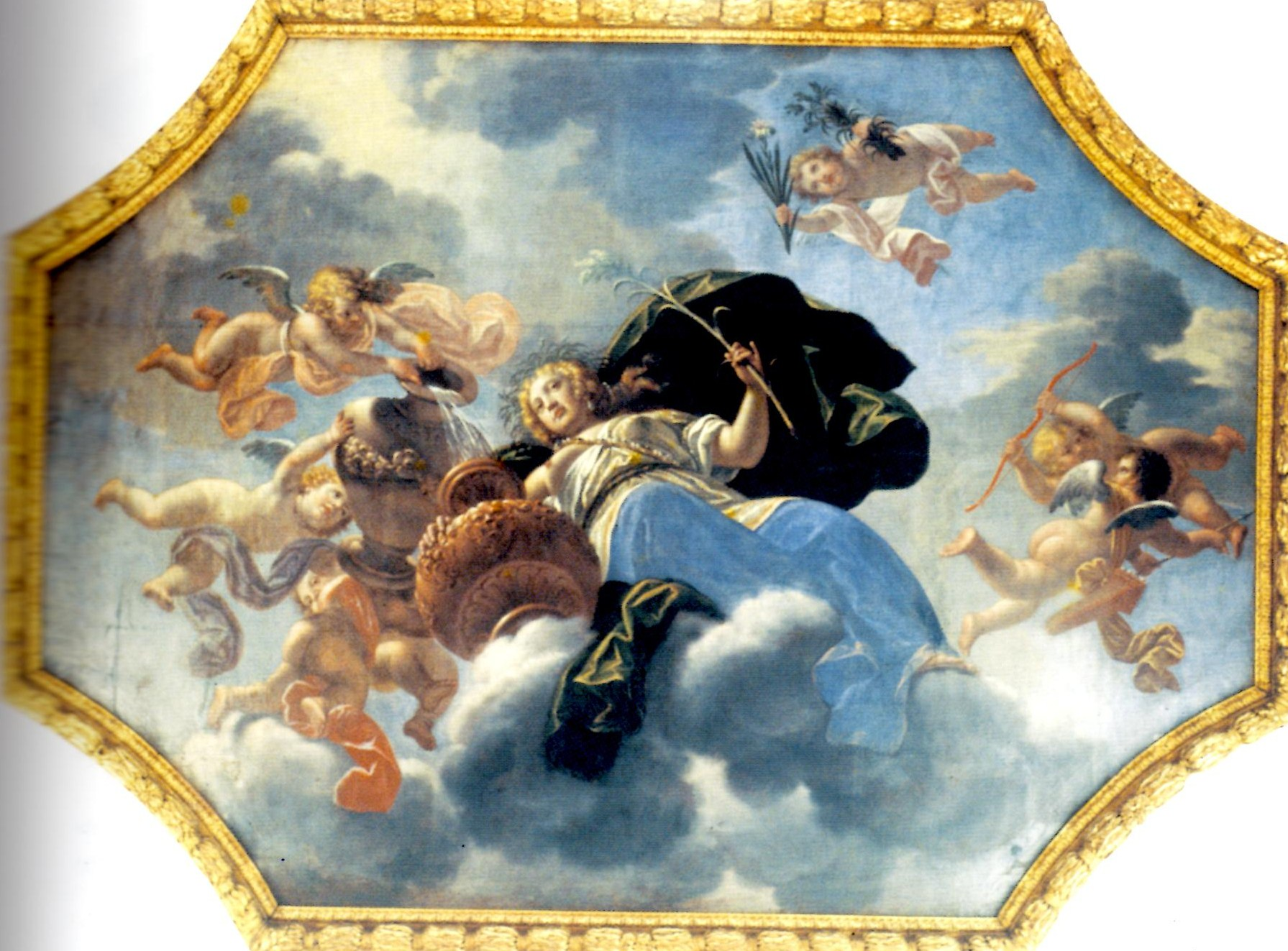
أريتوسا لأنطونيو تريفا (القرن السابع عشر)
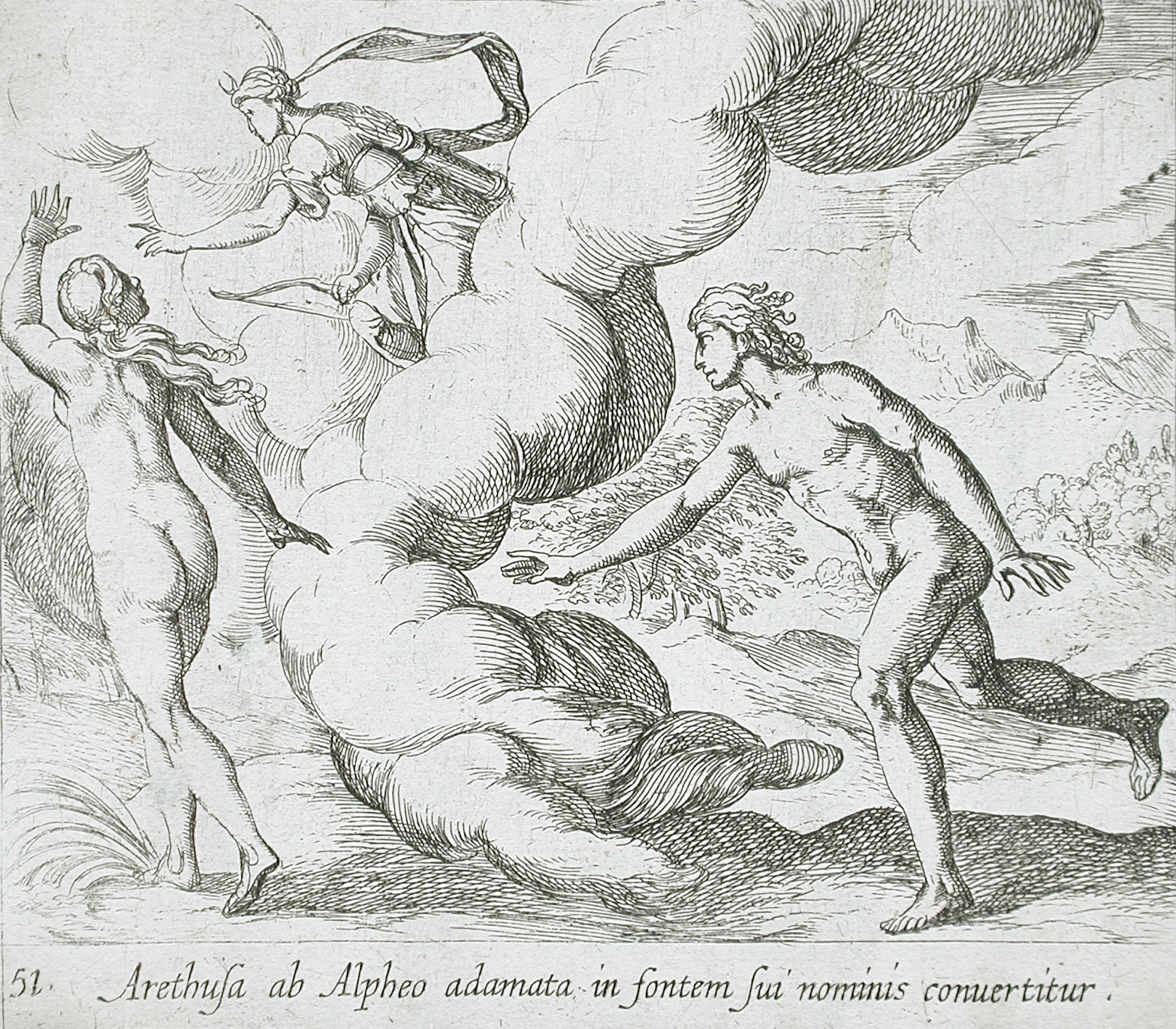
طارد أريثوسا بواسطة ألفيوس بواسطة فيلهلم جانسون وأنطونيو تيمبيستا (1606)
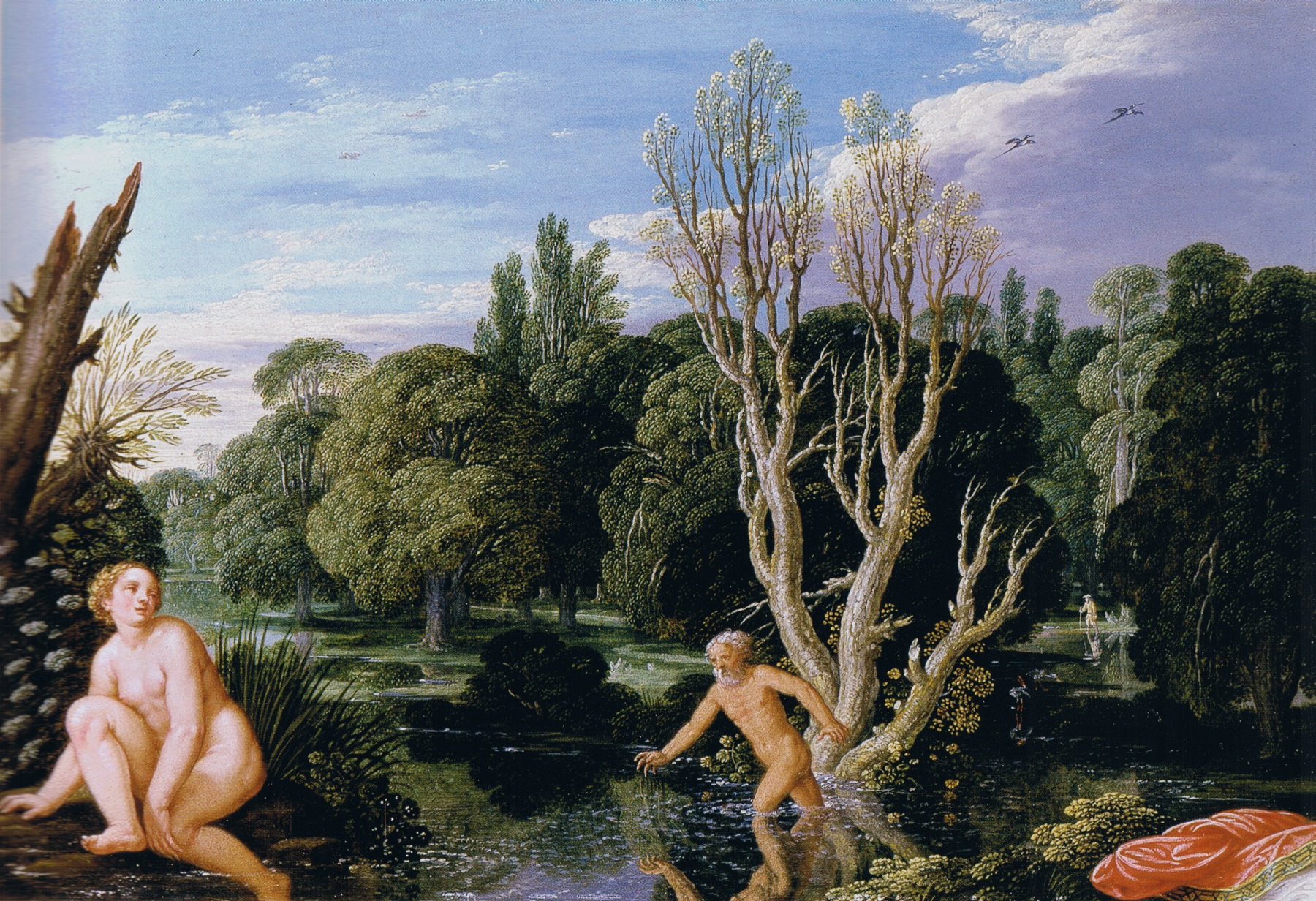
ألفيوس وأريثوزا بقلم يوهان كونيغ (ربما 1610)
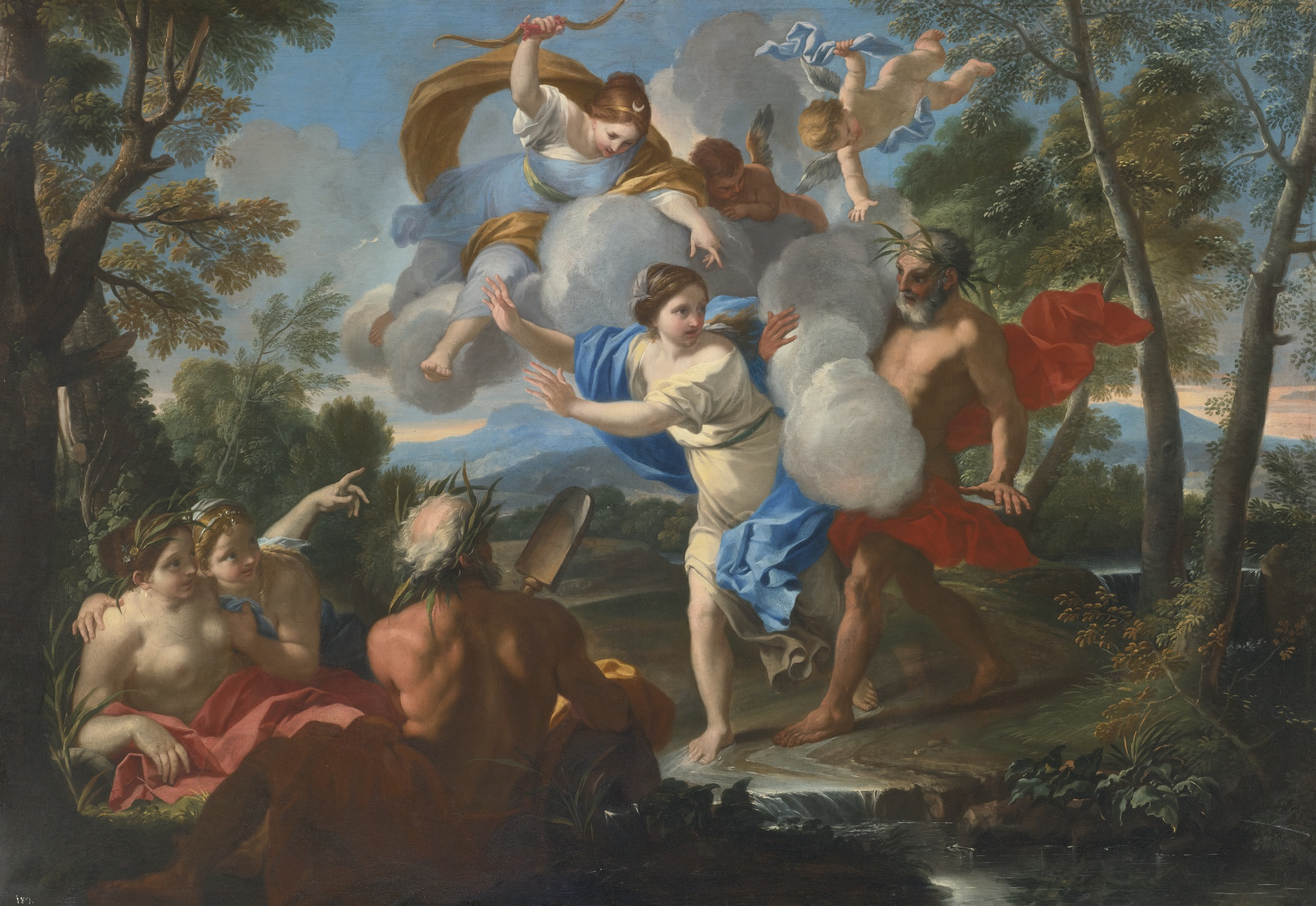
ألفيوس وأريثوزا لويجي غارزي
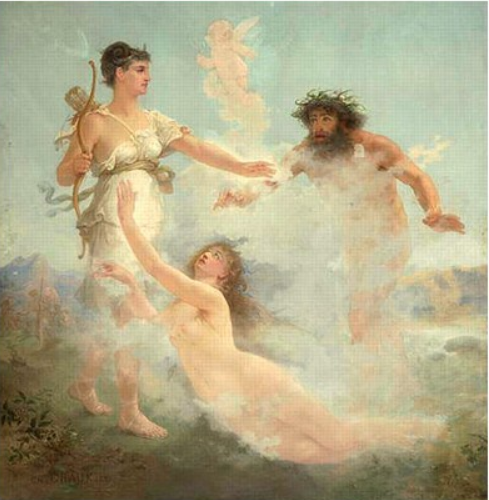
لا نينفا أريتوسا للمؤلف الكسندر كراوك
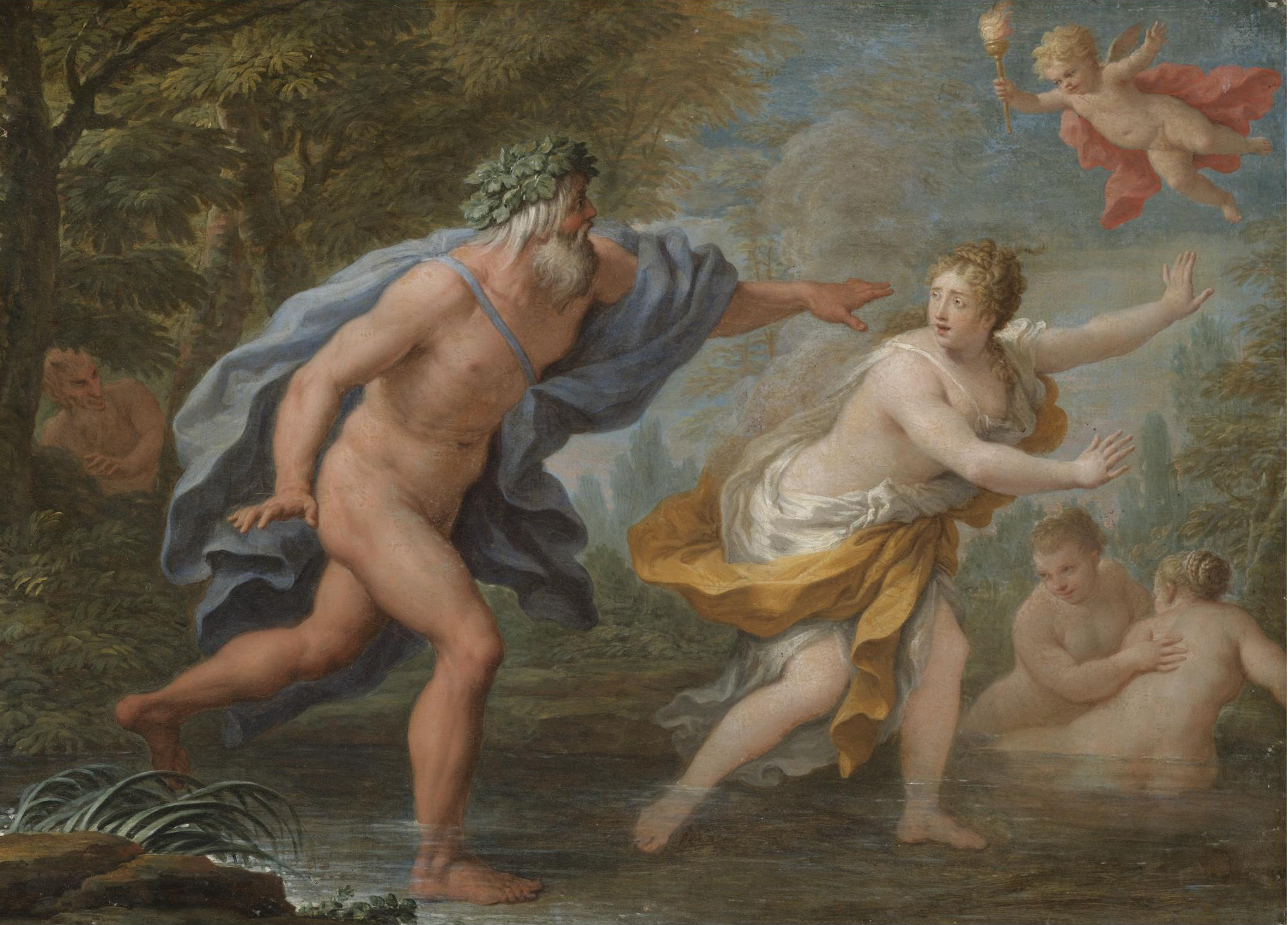
ألفيوس وأريثوزا بواسطة باولو دي ماتيس (1710)
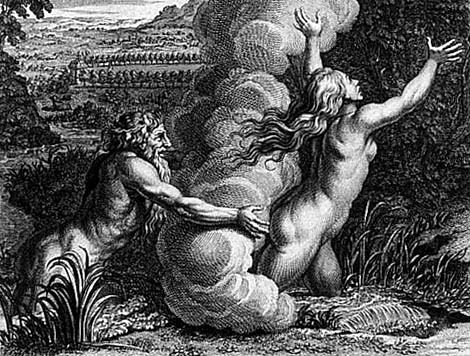
Alpheus and en: Arethusa بواسطة برنارد بيكارت
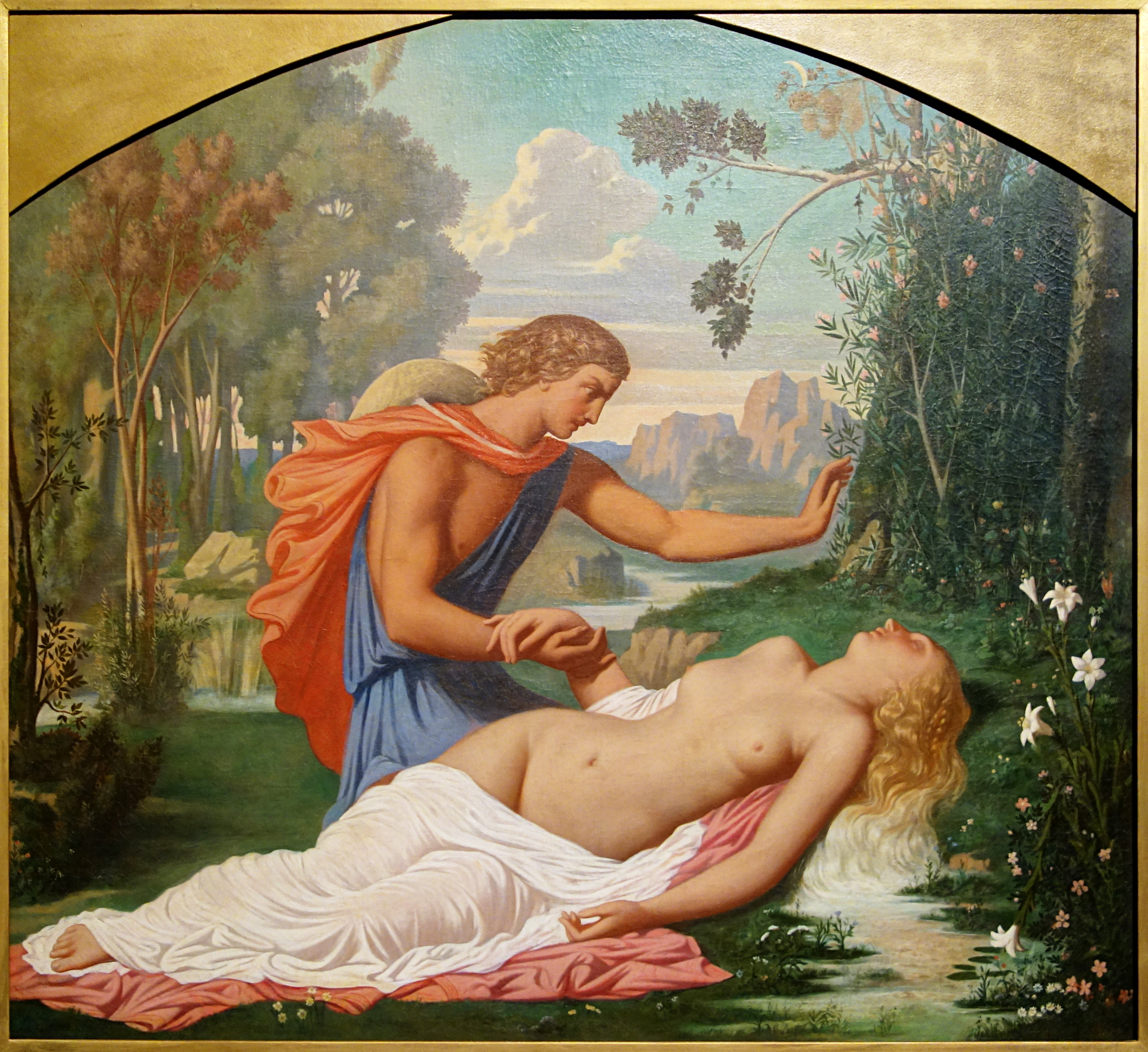
Aréthuse et Alphée بواسطة Léopold Burthe (1847)
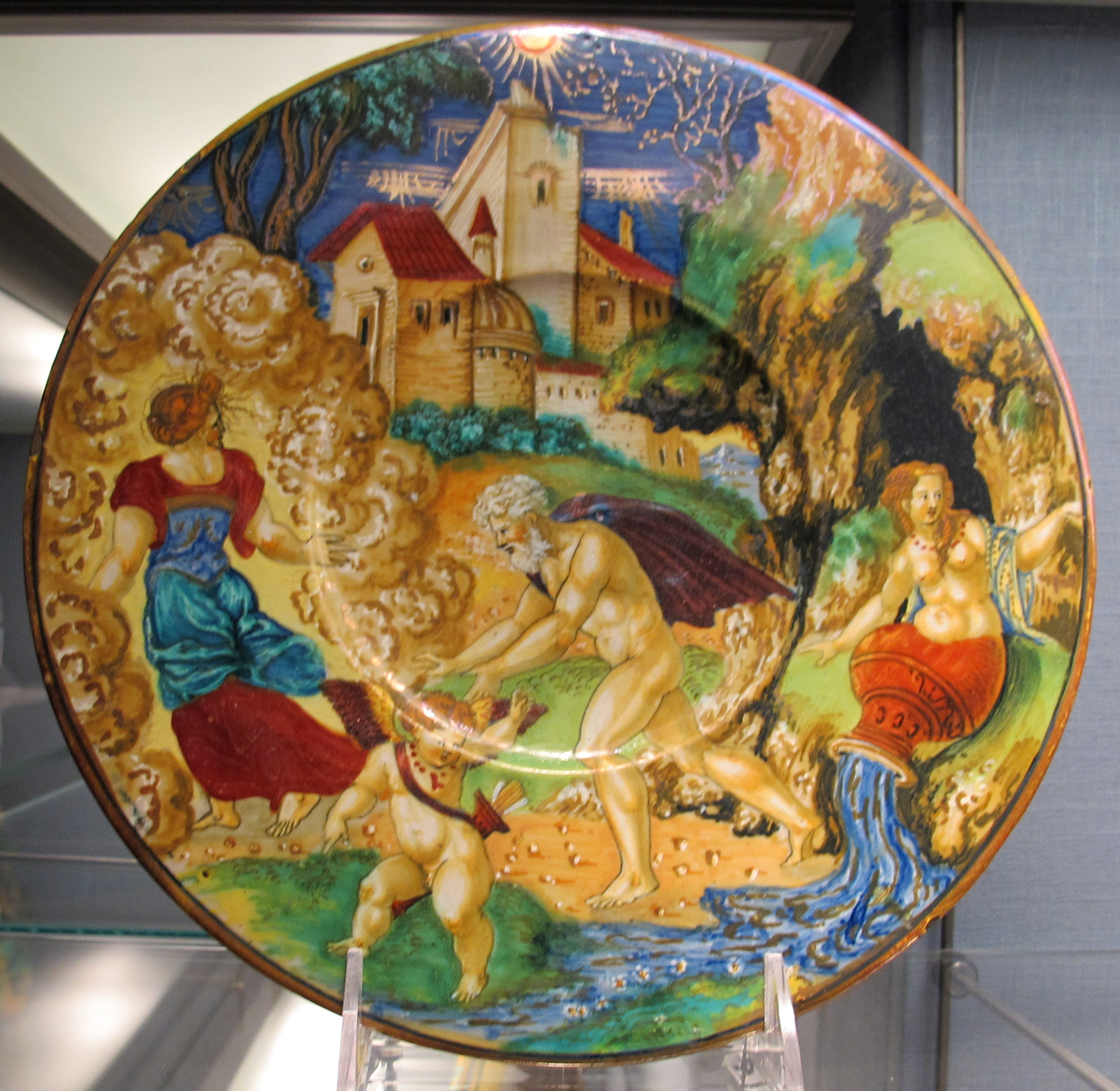
أريثوزا

### أريثوزا وديميتر

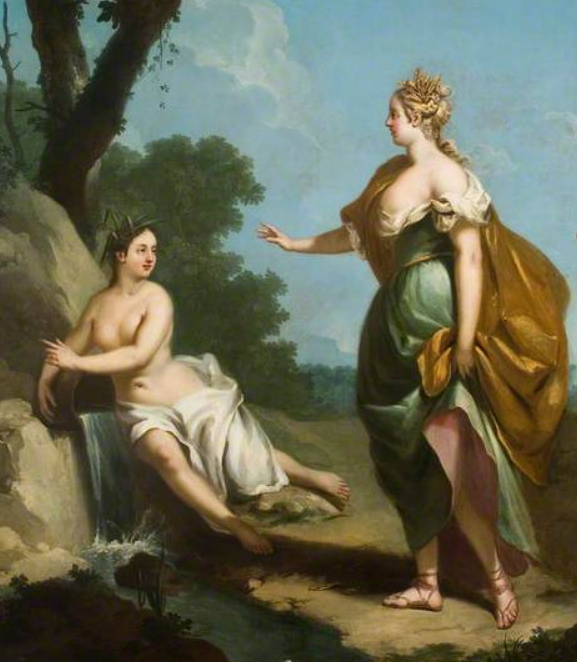
أريثوسا تخبر سيريس بمصير بروسيربين (1685-1775)
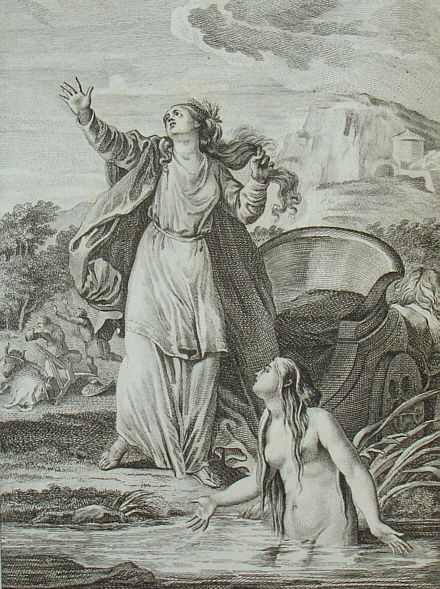
سيريس وأريثوزا ، نقش بواسطة فينسينز جرونر (1791)
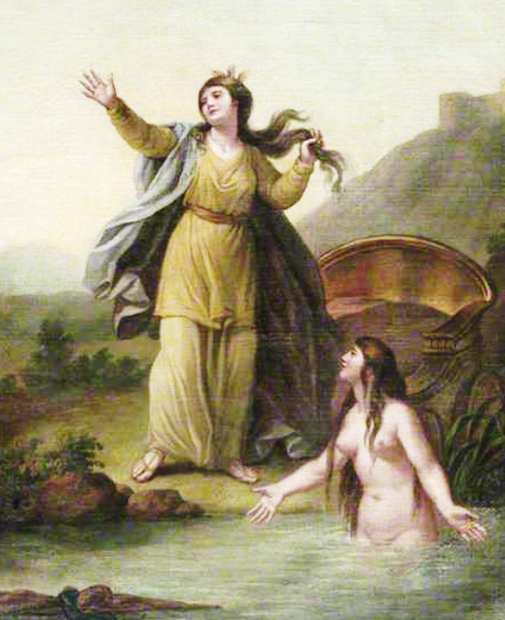
ديميترا إي أريتوسا (1751-1801)
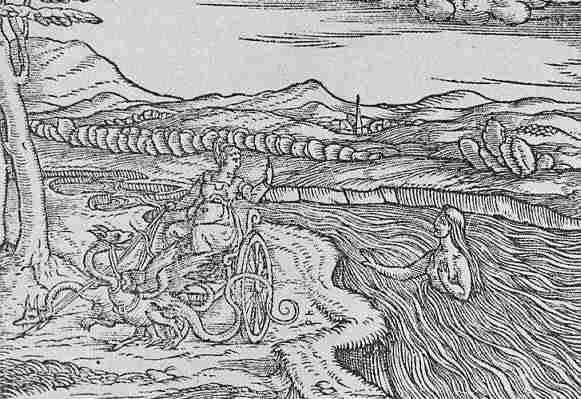
سيريس وأريثوزا ، نقش لودوفيكو دولتشي (1558)

## الروابط الخارجية
- قاعدة بيانات معهد واربورغ الأيقونية (حوالي 40 صورة لأريثوزا)